# مارتين بروتشارد
مارتين بروتشارد (بالفرنسية: Martine Brochard)‏ هي كاتبةللأطفال وكاتِبة وممثلة فرنسية، ولدت في 1946 بباريس في فرنسا.

## أعمال

### أفلام
- (1968) قبلات مسروقة

## وصلات خارجية
- مارتين بروتشارد على موقع IMDb (الإنجليزية)
- مارتين بروتشارد على موقع ألو سيني (الفرنسية)
- مارتين بروتشارد على موقع أول موفي (الإنجليزية)
- مارتين بروتشارد على موقع قاعدة بيانات الأفلام السويدية (السويدية)
- مارتين بروتشارد على موقع ديسكوغز (الإنجليزية)
- مارتين بروتشارد على موقع قاعدة بيانات الفيلم (الإنجليزية)
- مارتين بروتشارد على موقع كينوبويسك (الروسية)